# アレクサンダー・フォン・メンスドルフ＝プイリー

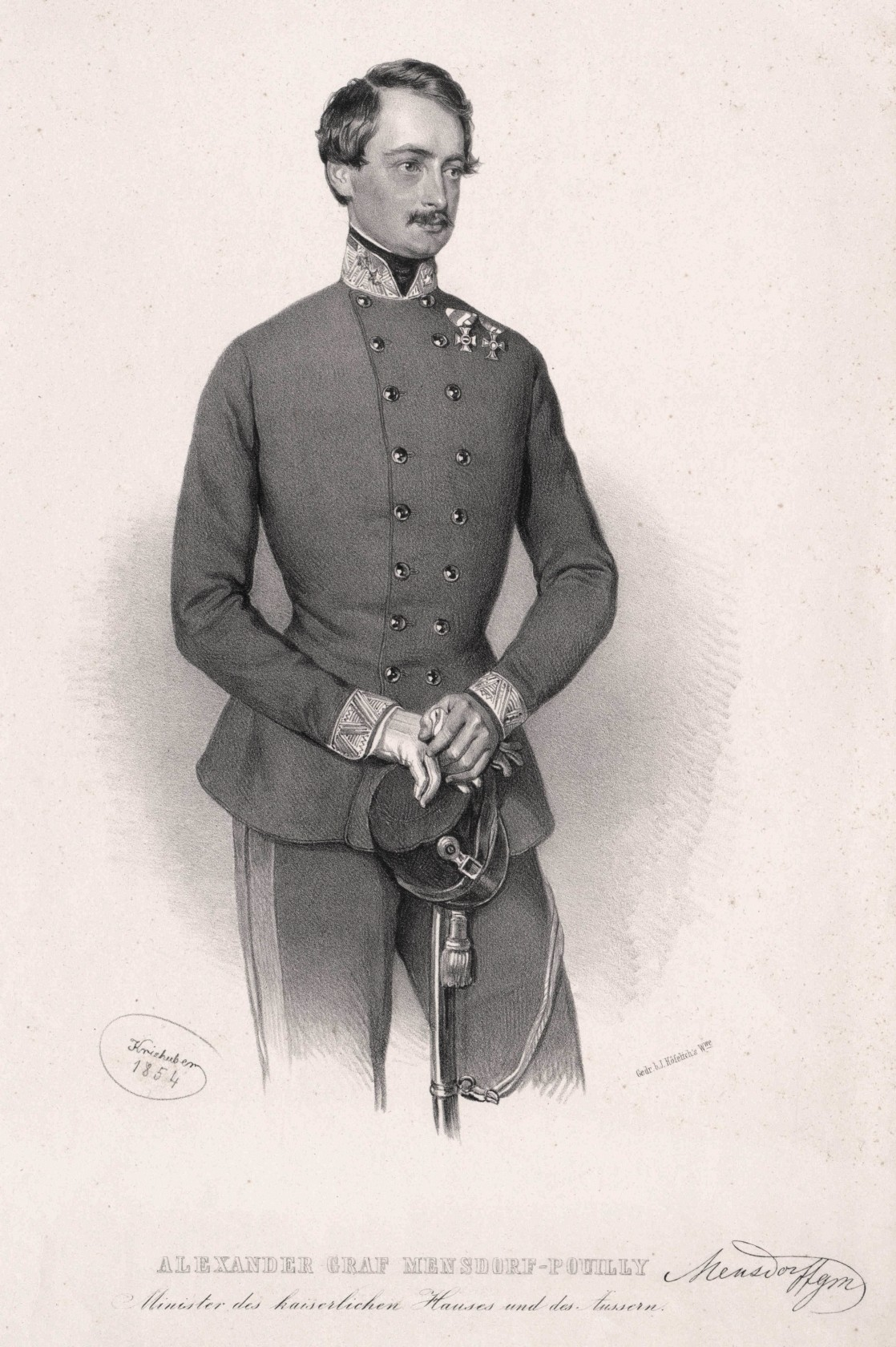
アレクサンダー・フォン・メンスドルフ＝プイリー、ヨーゼフ・クリーフーバー画、1854年

アレクサンダー・フォン・メンスドルフ＝プイリー（プイイ）＝ディートリヒシュタイン（Alexander Graf von Mensdorff-Pouilly、Fürst Dietrichstein zu Nikolsburg、1813年8月4日 - 1871年2月14日）は、オーストリア帝国の軍人、政治家。帝国宰相および外相を務めた。

## 生涯
オーストリア軍陸軍中将のエマヌエル・フォン・メンスドルフ＝プイリー伯爵（Emmanuel von Mensdorff-Pouilly）と、ザクセン＝コーブルク＝ザールフェルト公女ゾフィー（Sophie von Sachsen-Coburg-Saalfeld）の間の四男として生まれた。
父方の家族はロレーヌ地方のプイイ＝シュル＝ムーズ（Pouilly-sur-Meuse）に領地を有するプイイ男爵家の出だが、フランス革命が勃発してドイツに亡命すると、メンスドルフの姓を名乗り、1818年に伯爵となった。母方の祖父はザクセン＝コーブルク＝ザールフェルト公フランツであり、ベルギー王レオポルド1世の甥、イギリスのヴィクトリア女王とその夫君アルバート王子、ポルトガル王（王配）フェルナンド2世の従兄にあたる。
1829年にオーストリア軍に入隊、1836年に大尉、1844年に少佐に昇進、1848年から1849年にかけイタリアおよびハンガリーでの革命騒乱の鎮圧で戦功を立て、1849年に大佐、1850年に少将となった。
1851年にはオーストリア政府の特別委員としてシュレースヴィヒ＝ホルシュタインに派遣され、1852年にサンクトペテルブルク駐在のオーストリア公使となった。1853年に公使を退いた後、1年間イギリスに滞在した。その翌年には第7軍団所属の旅団長となり、1858年には中将となった。その後ガリツィアの総督に就任し、1863年の1月蜂起に際しては反乱の鎮圧に精力を傾けた。
1864年10月にヨハン・ベルンハルト・フォン・レヒベルク伯爵（Johann Bernhard von Rechberg）の後任として外務大臣に就任、翌1865年の6月から7月にかけて1カ月のあいだ宰相を兼任した。メンスドルフ＝プイリーは典型的な「皇帝の忠実な下僕（„treugehorsame Diener seines Kaisers“）」であり、1866年の第二次シュレースヴィヒ＝ホルシュタイン戦争には後任の宰相リヒャルト・ベルクレディ伯爵（Richard Belcredi）と一緒になって憲法を一時的に停止させた。1866年11月に外相を辞任した。その後、アグラム（現在のクロアチア領ザグレブ）駐屯軍の軍団長となり、さらにプラハ駐在の軍団長に転任した。
オーストリアの由緒ある貴族家門の一つ、ディートリヒシュタイン侯爵家（Dietrichstein）の跡取り娘アリーネ（Alexandrine "Aline" von Dietrichstein）と結婚し、1869年に義父が亡くなると、皇帝フランツ・ヨーゼフ1世の特旨によりディートリヒシュタイン・ツー・ニコルスブルク侯爵位を相続した。次男のアルベルト・フォン・メンスドルフ＝プイリー＝ディートリヒシュタイン伯爵（Albert von Mensdorff-Pouilly-Dietrichstein）は外交官となり、第1次世界大戦の戦前および戦中には国際的に重要な役割を果たした。